# Mostra d'arte giapponese

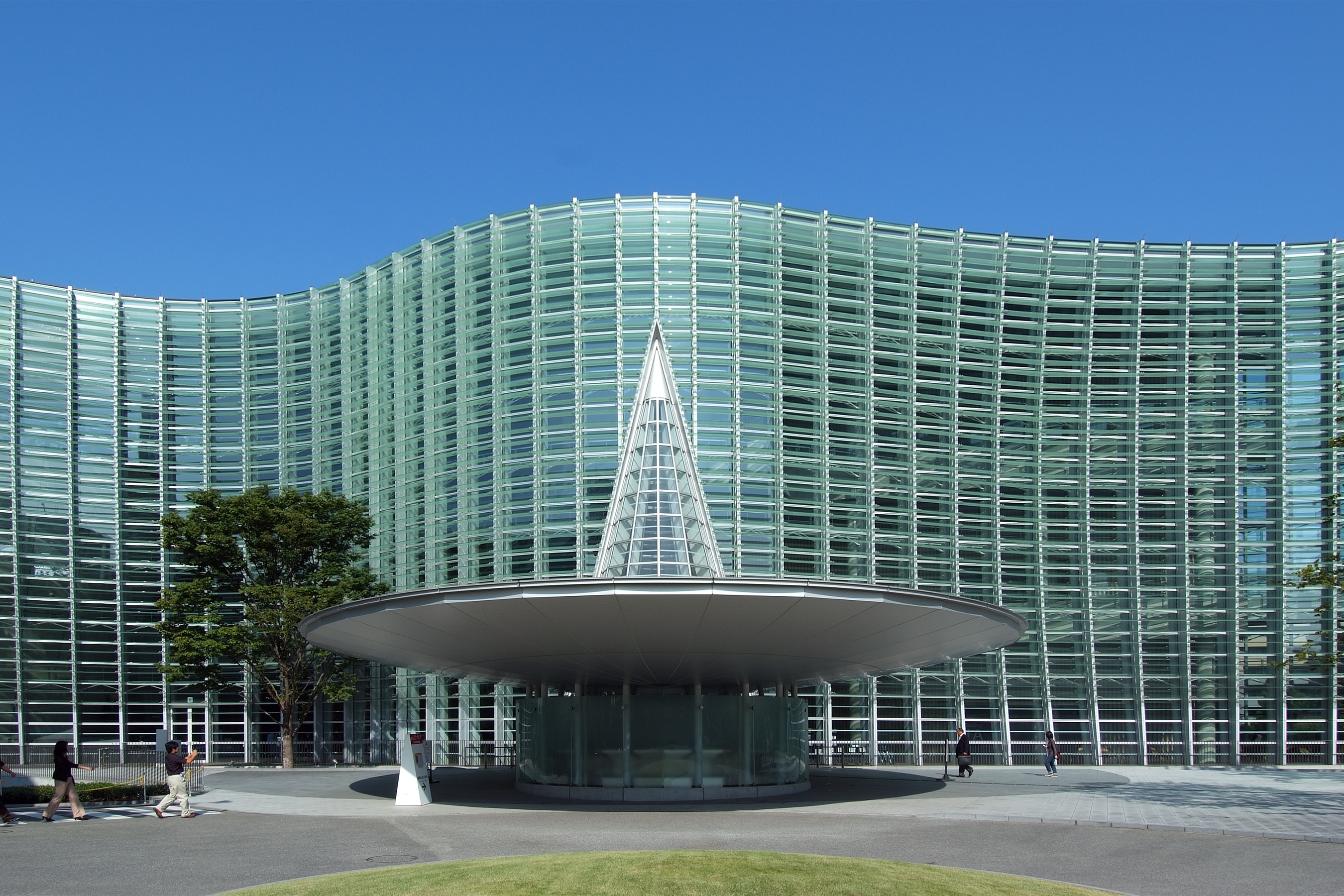
Facciata del National Art Center di Tokyo, in cui si svolge dal 2007 l'annuale Mostra d'arte giapponese

La Mostra d'arte giapponese (日本美術展覧会?, Nihon bijutsu tenrankai) è una mostra annuale che si svolge in Giappone dal 1907, conosciuta con diverse denominazioni, variate nel corso del tempo: Bunten (1907-1918), Teiten (1919-1934), Shinbunten (1937-1944), Nitten (1946-).
È ritenuta una delle più grandi mostre d'arte al mondo e di importanza fondamentale per il ruolo svolto di sviluppo e promozione dell'arte contemporanea giapponese. Le opere presentate, a partire dalla fine degli anni quaranta del Novecento, sono suddivise nelle cinque sezioni di pittura giapponese, pittura di stile occidentale, scultura, artigianato, calligrafia.
Inizialmente promossa dal governo su modello dell'esposizione parigina di pittura e scultura, dal 1958 al 2011 l'ente organizzatore, Nitten, separatosi dall'Accademia d'arte giapponese facente capo al Ministero dell'Istruzione, ha gestito la mostra come ente privato. Nel 2012 ha cambiato lo status giuridico in associazione incorporata di interesse pubblico.
La prima mostra del 1907 si è svolta negli spazi dell'Esposizione Industriale di Tokyo nel Parco di Ueno; in seguito, fino al 2006, si è tenuta al Tokyo Metropolitan Art Museum e dal 2007 al Centro nazionale delle arti di Tokyo.

## Storia

### Bunten (1907-1918)

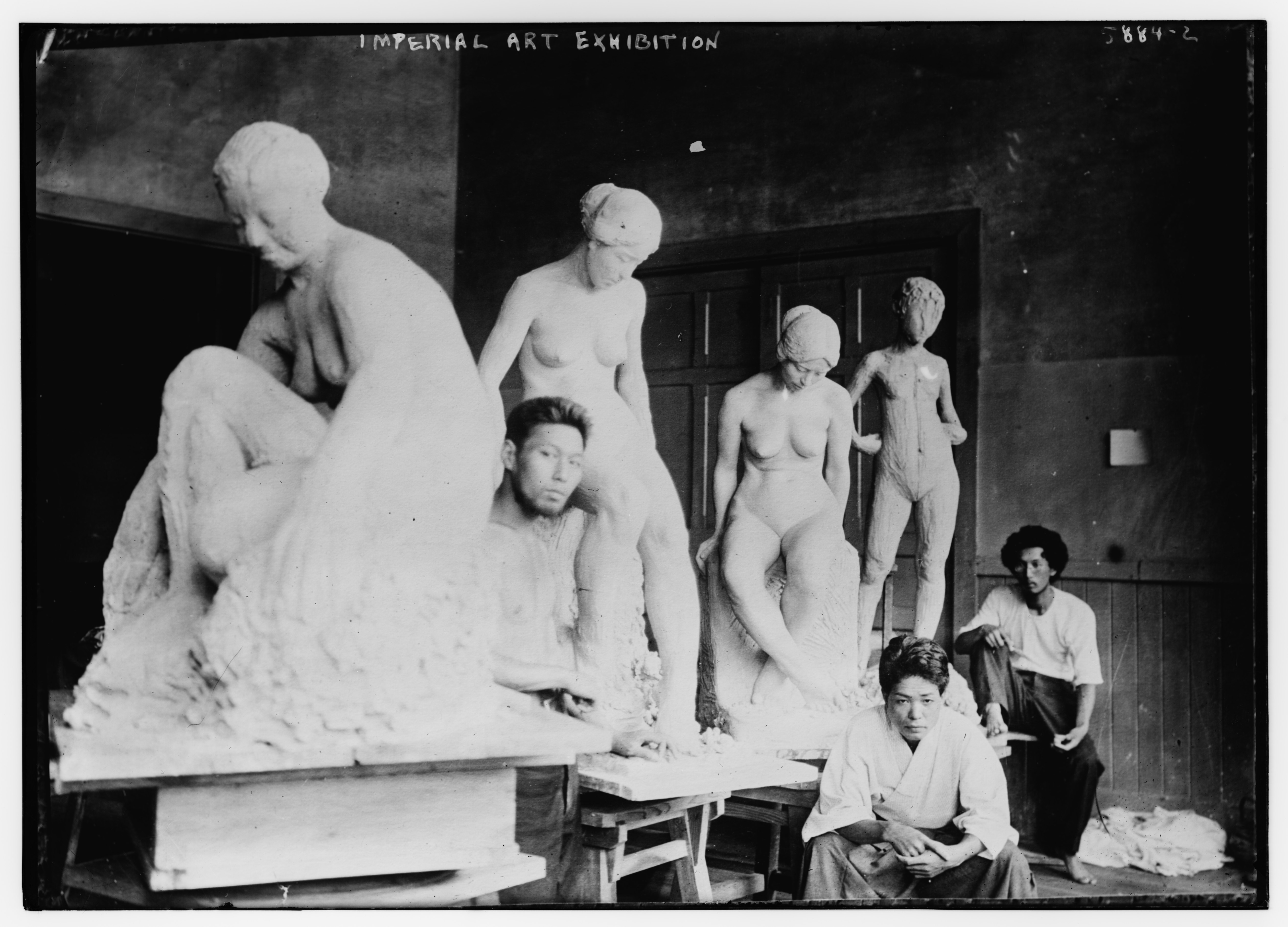
Prima mostra d'arte giapponese, 1907

Nei mesi di ottobre e novembre 1907, sotto la supervisione del Ministero dell'struzione (文部省?, Monbu-shō) fondato nel 1871, ebbe luogo la prima mostra d'arte statale, la Monbushō Bijtsu Tenrankai (文部省 美術展 覧会, trad.: Mostra d'arte del MInistero dell'istruzione), nota con l'abbreviazione di Bunten (文展).
Il suo obbiettivo era quello di unificare il mondo dell'arte oltre i confini delle scuole e dei gruppi artistici. La prima mostra si tenne in una delle sale in cui si svolse, da marzo a luglio del 1907, l'Esposizione Industriale di Tokyo nel Parco di Ueno.
Le opere partecipanti, suddivise nelle sezioni di pittura (giapponese e di stile occidentale) e scultura, vennero selezionate da un'apposita giuria (Bijutsu Shinsa Iinkai) nominata dal governo, secondo quanto prescritto dal Regolamento per le mostre d'arte emanato con ordinanza imperiale n. 220/1907. Sotto la denominazione Bunten si sono svolte dodici mostre, l'ultima delle quali realizzata nel 1918. Tra i molti artisti che esposero nelle mostre Bunten e Teiten durante il periodo Taishō e il primo periodo Shōwa, vi furono i pittori nihonga Hyakusui Hirafuku (1877-1933) e Kiyokata Kaburaki (1878–1972), le pittrici bijinga Shōen Uemura e Seien Shima.

### Teiten (1919-1934)

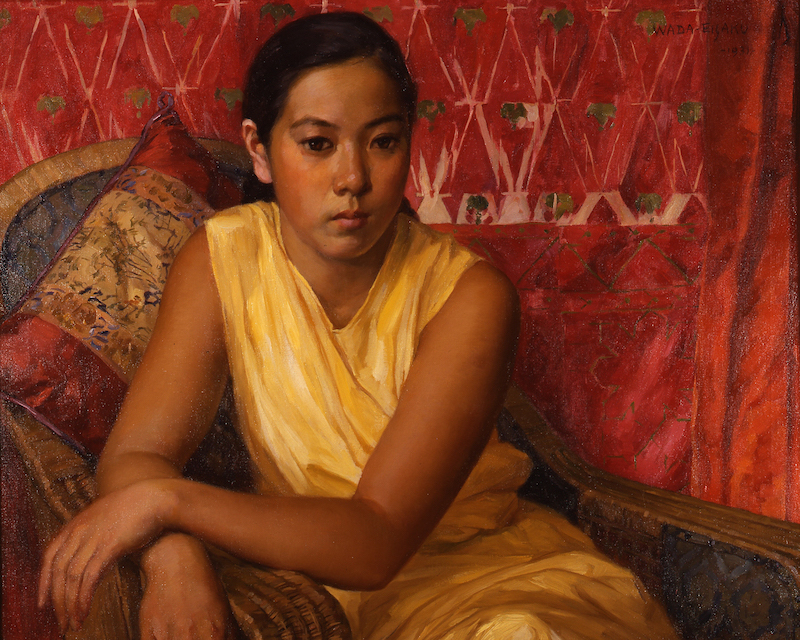
Ragazza in giallo (黄衣の少女) di Wada Eisaku, presentato alla 12ª mostra Teiten nel 1931

Nel settembre 1919 venne fondata l'Accademia d'arte Imperiale (Teikoku Bijutsu-in, 帝国美術院), antesignana dell'Accademia d'arte giapponese, e la mostra cambiò la propria denominazione da Bunten a Teiten (帝展), abbreviazione di Teikoku Bijutsu Tenrankai (帝国 美術展 覧 会, trad.: Mostra d'arte imperiale).
Ad eccezione del 1923 (anno del Grande terremoto del Kantō), in cui venne sospesa, si svolse tutti gli anni fino al 1934, per un totale di quindici volte. Nell'8ª mostra Teiten del 1927 venne aggiunta alle sezioni di pittura e scultura, la divisione dell'artigianato.

### Shin Bunten (1937-1943)
Dal 1935 il Ministro dell'Istruzione Genji Matsuda avviò dei cambiamenti e separò l'organizzazione della mostra d'arte dalle attività dell'Accademia Imperiale d'Arte, trasferendola al Ministero dell'Istruzione, con l'intento di rafforzare il controllo statale sull'arte reclutando artisti influenti. La riforma (chiamata riorganizzazione Matsuda), che prevedeva anche una revisione del numero dei membri della giuria, non placò le tensioni tra gli artisti e le varie scuole. Sotto questa nuova forma la mostra si svolse sei volte, fino al 1943, come Nuova Bunten (新文展 Shinbunten).
Come parte del programma di promozione dell'arte, venne istituito il premio Imperial Art Academy (denominato nel dopoguerra Japan Art Academy Award), assegnato per la prima volta nel 1941.

### Dopoguerra. Nitten e privatizzazione (1946-1969)

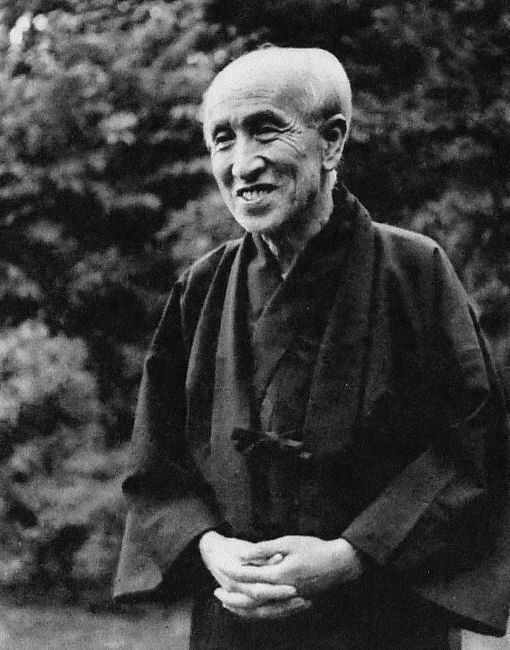
Il pittore nihonga Seison Maeda svolse il ruolo di giudice in alcune mostre Nitten

Nel 1945 non si svolse alcun evento. Dopo la fine della guerra nel Pacifico, nel 1946 la mostra venne ancora promossa dal Ministero dell'Istruzione. La seconda mostra di questo ciclo si svolse nell'autunno dello stesso anno, con il nome Nihon Bijutsu Tenrankai (日本 美術展 覧 会), o "Nitten" (日展) in breve.
Nel 1947 l'Accademia d'arte imperiale fu ribattezzata Accademia d'arte giapponese, e dal 1949 (5° Nitten) al 1957 (13ª Nitten) l'organizzazione che promuoveva le mostre fu posta sotto la sua giurisdizione. Dalla 4ª Nitten del 1948 venne aggiunta una quinta divisione, quella di calligrafia.
Nel 1958 il Nitten è stato istituito come organizzazione privata gestrice della mostra, separata dall'Accademia d'arte giapponese. Quella tenutasi dal 2 novembre all'8 dicembre dello stesso anno venne chiamata "Prima Mostra" e l'ultima di questa serie, l'undicesima, venne realizzata nel 1968.
Alla fine degli anni sessanta le manifestazioni studentesche e in particolare il movimento noto come Bijutsuka Kyoto Kaigi (美術家共闘会議, trad.: Consiglio di lotta congiunta degli artisti) o "Bikyoto" (美共闘), guidato dal giovane artista Kosai Hori della Tama Art University, contestarono i fondamenti dell'arte e la sua struttura istituzionalizzata, di cui la mostra Nitten rappresentava un esempio.
Nel 1969 per far fronte a queste proteste gli organizzatori della mostra provvidero a sottoporre a sorveglianza le opere esposte. In quello stesso anno si procedette ad una riorganizzazione della mostra, il cui nome ufficiale venne cambiato in "Prima mostra d'arte giapponese riorganizzata (Nitten riorganizzata)". Dalla seconda Nitten (da cui scomparve il termine "riorganizzata") il nome rimase lo stesso fino alla 45ª Nitten del 2013.

### Anni Duemila
Nel 2007 è stato celebrato il centenario della mostra ed è stata aperta la nuova sede al National Art Center Tokyo (国立新美術館, Kokuritsu Shin-bijutsukan) a Roppongi.
Nel 2012 lo status legale di Nitten, l'organizzazione preposta alla gestione delle mostre d'arte e che contribuisce alla promozione e allo sviluppo della cultura artistica in Giappone, è stato modificato da privato in "associazione incorporata di interesse pubblico" (公益社団法人日展).
Nel 2013, a seguito di un rapporto investigativo pubblicato sul quotidiano di TokyoYomiuri Shimbun che rivelava una vincita pilotata nella sezione di calligrafia della mostra dell'anno 2009, l'organizzazione Nitten e l'Agenzia per gli affari culturali hanno ritirato la loro sponsorizzazione alla mostra e deciso di non assegnare i premi previsti per le cinque sezioni.
Nel 2014 la mostra è stata riorganizzata e ribattezzata 1ª Mostra Nitten.

#### Shin Nitten (2014-  )
Nel 2014 la struttura è stata nuovamente modificata (il numero dei membri esecutivi è stato ridotto e rivista la struttura piramidale) e il nome della mostra ridefinito in Nuova Nitten (新 日 展, Shin Nitten), riazzerando il numero progressivo di riferimento.

## Storia delle esposizioni
L'evento è stato sospeso tre volte: nel 1923, 1935 e 1945. 
Nel 1936 e 1946 si sono svolte due mostre l'anno, in primavera e in autunno. La mostra del 1940 è stata denominata "Mostra per la celebrazione del 2.600 d.C." Nell'ambito degli eventi commemorativi, il 4° Shinbunten si è tenuto l'anno successivo, nel 1941.
Dopo la guerra, la numerazione delle mostre Nitten è stata riazzerata tre volte: nel 1958, 1969 e 2014.
| 1.   | 1907           | 1ª Mostra Bunten                               | Bunten (Mostra d'arte del Ministero dell'Istruzione)             |  |  |  |
| 2.   | 1908           | 2ª Mostra Bunten                               | Bunten (Mostra d'arte del Ministero dell'Istruzione)             |  |  |  |
| 3.   | 1909           | 3ª Mostra Bunten                               | Bunten (Mostra d'arte del Ministero dell'Istruzione)             |  |  |  |
| 4.   | 1910           | 4ª Mostra Bunten                               | Bunten (Mostra d'arte del Ministero dell'Istruzione)             |  |  |  |
| 5.   | 1911           | 5ª Mostra Bunten                               | Bunten (Mostra d'arte del Ministero dell'Istruzione)             |  |  |  |
| 6.   | 1912           | 6ª Mostra Bunten                               | Bunten (Mostra d'arte del Ministero dell'Istruzione)             |  |  |  |
| 7.   | 1913           | 7ª Mostra Bunten                               | Bunten (Mostra d'arte del Ministero dell'Istruzione)             |  |  |  |
| 8.   | 1914           | 8ª Mostra Bunten                               | Bunten (Mostra d'arte del Ministero dell'Istruzione)             |  |  |  |
| 9.   | 1915           | 9ª Mostra Bunten                               | Bunten (Mostra d'arte del Ministero dell'Istruzione)             |  |  |  |
| 10.  | 1916           | 10ª Mostra Bunten                              | Bunten (Mostra d'arte del Ministero dell'Istruzione)             |  |  |  |
| 11.  | 1917           | 11ª Mostra Bunten                              | Bunten (Mostra d'arte del Ministero dell'Istruzione)             |  |  |  |
| 12.  | 1918           | 12ª Mostra Bunten                              | Bunten (Mostra d'arte del Ministero dell'Istruzione)             |  |  |  |
| 13.  | 1919           | 1ª Teiten                                      | Teiten (Mostra dell'Accademia Imperiale delle arti)              |  |  |  |
| 14.  | 1920           | 2ª Teiten                                      | Teiten (Mostra dell'Accademia Imperiale delle arti)              |  |  |  |
| 15.  | 1921           | 3ª Teiten                                      | Teiten (Mostra dell'Accademia Imperiale delle arti)              |  |  |  |
| 16.  | 1922           | 4ª Teiten                                      | Teiten (Mostra dell'Accademia Imperiale delle arti)              |  |  |  |
| --   | 1923           | Non tenuta                                     | Grande terremoto del Kanto                                       |  |  |  |
| 17.  | 1924           | 5ª Teiten                                      |                                                                  |  |  |  |
| 18.  | 1925           | 6ª Teiten                                      |                                                                  |  |  |  |
| 19.  | 1926           | 7ª Teiten                                      |                                                                  |  |  |  |
| 20.  | 1927           | 8ª Teiten                                      |                                                                  |  |  |  |
| 21.  | 1928           | 9ª Teiten                                      |                                                                  |  |  |  |
| 22.  | 1929           | 10ª Teiten                                     |                                                                  |  |  |  |
| 23.  | 1930           | 11ª Teiten                                     |                                                                  |  |  |  |
| 24.  | 1931           | 12ª Teiten                                     |                                                                  |  |  |  |
| 25.  | 1932           | 13ª Teiten                                     |                                                                  |  |  |  |
| 26.  | 1933           | 14ª Teiten                                     |                                                                  |  |  |  |
| 27.  | 1934           | 15ª Teiten                                     |                                                                  |  |  |  |
| --   | 1935           | Non tenuta                                     | Annullata a seguito della "Riorganizzazione Matsuda"             |  |  |  |
| 28.  | Primavera 1936 | Riorganizzata la I Mostra Imperiale            | Teiten (Mostra dell'Accademia Imperiale delle arti)              |  |  |  |
| 29.  | Autunno 1936   | Bunten                                         | Bunten (Mostra d'arte del Ministero dell'Istruzione)             |  |  |  |
| 30.  | 1937           | 1ª mostra Teiten riorganizzata                 | Shinbunten (Nuova Mostra d'arte del Ministero dell'Istruzione)   |  |  |  |
| 31.  | 1938           | 2ª mostra Teiten riorganizzata                 | Shinbunten (Nuova Mostra d'arte del Ministero dell'Istruzione)   |  |  |  |
| 32.  | 1939           | 3ª mostra Teiten riorganizzata                 | Shinbunten (Nuova Mostra d'arte del Ministero dell'Istruzione)   |  |  |  |
| 33.  | 1940           | Mostra celebrativa del 2600 d.C                |                                                                  |  |  |  |
| 34.  | 1941           | 4ª mostra Teiten riorganizzata                 | Shinbunten (Nuova Mostra d'arte del Ministero dell'Istruzione)） |  |  |  |
| 35.  | 1942           | 5ª mostra Teiten riorganizzata                 | Shinbunten (Nuova Mostra d'arte del Ministero dell'Istruzione)） |  |  |  |
| 36.  | 1943           | 6ª mostra Teiten riorganizzata                 | Shinbunten (Nuova Mostra d'arte del Ministero dell'Istruzione)） |  |  |  |
| 37.  | 1944           | Mostra speciale in tempo di guerra             | Shinbunten (Nuova Mostra d'arte del Ministero dell'Istruzione)） |  |  |  |
| --   | 1945           | Non tenuta                                     | Rinviata alla primavera dell'anno successivo                     |  |  |  |
| 38.  | 1946 Primavera | 1ª Nitten                                      | Nitten (Mostra dell'Accademia d'arte giapponese)                 |  |  |  |
| 39.  | 1946 Autunno   | 2ª Nitten                                      | Nitten (Mostra dell'Accademia d'arte giapponese)                 |  |  |  |
| 40.  | 1947           | 3ª Nitten                                      | Nitten (Mostra dell'Accademia d'arte giapponese)                 |  |  |  |
| 41.  | 1948           | 4ª Nitten                                      | Nitten (Mostra dell'Accademia d'arte giapponese)                 |  |  |  |
| 42.  | 1949           | 5ª Nitten                                      | Nitten (Mostra dell'Accademia d'arte giapponese)                 |  |  |  |
| 43.  | 1950           | 6ª Nitten                                      | Nitten (Mostra dell'Accademia d'arte giapponese)                 |  |  |  |
| 44.  | 1951           | 7ª Nitten                                      | Nitten (Mostra dell'Accademia d'arte giapponese)                 |  |  |  |
| 45.  | 1952           | 8ª Nitten                                      | Nitten (Mostra dell'Accademia d'arte giapponese)                 |  |  |  |
| 46.  | 1953           | 9ª Nitten                                      | Nitten (Mostra dell'Accademia d'arte giapponese)                 |  |  |  |
| 47.  | 1954           | 10ª Nitten                                     | Nitten (Mostra dell'Accademia d'arte giapponese)                 |  |  |  |
| 48.  | 1955           | 11ª Nitten                                     | Nitten (Mostra dell'Accademia d'arte giapponese)                 |  |  |  |
| 49.  | 1956           | 12ª Nitten                                     | Nitten (Mostra dell'Accademia d'arte giapponese)                 |  |  |  |
| 50.  | 1957           | 13ª Nitten                                     | Nitten (Mostra dell'Accademia d'arte giapponese)                 |  |  |  |
| 51.  | 1958           | 1ª Nitten                                      | Nitten (Mostra d'arte giapponese, dopo la privatizzazione)       |  |  |  |
| 52.  | 1959           | 2ª Nitten                                      | Nitten (Mostra d'arte giapponese, dopo la privatizzazione)       |  |  |  |
| 53.  | 1960           | 3ª Nitten                                      | Nitten (Mostra d'arte giapponese, dopo la privatizzazione)       |  |  |  |
| 54.  | 1961           | 4ª Nitten                                      | Nitten (Mostra d'arte giapponese, dopo la privatizzazione)       |  |  |  |
| 55.  | 1962           | 5ª Nitten                                      | Nitten (Mostra d'arte giapponese, dopo la privatizzazione)       |  |  |  |
| 56.  | 1963           | 6ª Nitten                                      | Nitten (Mostra d'arte giapponese, dopo la privatizzazione)       |  |  |  |
| 57.  | 1964           | 7ª Nitten                                      | Nitten (Mostra d'arte giapponese, dopo la privatizzazione)       |  |  |  |
| 58.  | 1965           | 8ª Nitten                                      | Nitten (Mostra d'arte giapponese, dopo la privatizzazione)       |  |  |  |
| 59.  | 1966           | 9ª Nitten                                      | Nitten (Mostra d'arte giapponese, dopo la privatizzazione)       |  |  |  |
| 60.  | 1967           | 10ª Nitten                                     | Nitten (Mostra d'arte giapponese, dopo la privatizzazione)       |  |  |  |
| 61.  | 1968           | 11ª Nitten                                     | Nitten (Mostra d'arte giapponese, dopo la privatizzazione)       |  |  |  |
| 62.  | 1969           | Riorganizzatazione della mostra - 1ª Nitten    | Nitten (Mostra d'arte giapponese riorganizzata)                  |  |  |  |
| 63.  | 1970           | 2ª Nitten                                      | Nitten (Mostra d'arte giapponese riorganizzata)                  |  |  |  |
| 64.  | 1971           | 3ª Nitten                                      | Nitten (Mostra d'arte giapponese riorganizzata)                  |  |  |  |
| 65.  | 1972           | 4ª Nitten                                      | Nitten (Mostra d'arte giapponese riorganizzata)                  |  |  |  |
| 66.  | 1973           | 5ª Nitten                                      | Nitten (Mostra d'arte giapponese riorganizzata)                  |  |  |  |
| 67.  | 1974           | 6ª Nitten                                      | Nitten (Mostra d'arte giapponese riorganizzata)                  |  |  |  |
| 68.  | 1975           | 7ª Nitten                                      | Nitten (Mostra d'arte giapponese riorganizzata)                  |  |  |  |
| 69.  | 1976           | 8ª Nitten                                      | Nitten (Mostra d'arte giapponese riorganizzata)                  |  |  |  |
| 70.  | 1977           | 9ª Nitten                                      | Nitten (Mostra d'arte giapponese riorganizzata)                  |  |  |  |
| 71.  | 1978           | 10ª Nitten                                     | Nitten (Mostra d'arte giapponese riorganizzata)                  |  |  |  |
| 72.  | 1979           | 11ª Nitten                                     | Nitten (Mostra d'arte giapponese riorganizzata)                  |  |  |  |
| 73.  | 1980           | 12ª Nitten                                     | Nitten (Mostra d'arte giapponese riorganizzata)                  |  |  |  |
| 74.  | 1981           | 13ª Nitten                                     | Nitten (Mostra d'arte giapponese riorganizzata)                  |  |  |  |
| 75.  | 1982           | 14ª Nitten                                     | Nitten (Mostra d'arte giapponese riorganizzata)                  |  |  |  |
| 76.  | 1983           | 15ª Nitten                                     | Nitten (Mostra d'arte giapponese riorganizzata)                  |  |  |  |
| 77.  | 1984           | 16ª Nitten                                     | Nitten (Mostra d'arte giapponese riorganizzata)                  |  |  |  |
| 78.  | 1985           | 17ª Nitten                                     | Nitten (Mostra d'arte giapponese riorganizzata)                  |  |  |  |
| 79.  | 1986           | 18ª Nitten                                     | Nitten (Mostra d'arte giapponese riorganizzata)                  |  |  |  |
| 80.  | 1987           | 19ª Nitten                                     | Nitten (Mostra d'arte giapponese riorganizzata)                  |  |  |  |
| 81.  | 1988           | 20ª Nitten                                     | Nitten (Mostra d'arte giapponese riorganizzata)                  |  |  |  |
| 82.  | 1989           | 21ª Nitten                                     | Nitten (Mostra d'arte giapponese riorganizzata)                  |  |  |  |
| 83.  | 1990           | 22ª Nitten                                     | Nitten (Mostra d'arte giapponese riorganizzata)                  |  |  |  |
| 84.  | 1991           | 23ª Nitten                                     | Nitten (Mostra d'arte giapponese riorganizzata)                  |  |  |  |
| 85.  | 1992           | 24ª Nitten                                     | Nitten (Mostra d'arte giapponese riorganizzata)                  |  |  |  |
| 86.  | 1993           | 25ª Nitten                                     | Nitten (Mostra d'arte giapponese riorganizzata)                  |  |  |  |
| 87.  | 1994           | 26ª Nitten                                     | Nitten (Mostra d'arte giapponese riorganizzata)                  |  |  |  |
| 88.  | 1995           | 27ª Nitten                                     | Nitten (Mostra d'arte giapponese riorganizzata)                  |  |  |  |
| 89.  | 1996           | 28ª Nitten                                     | Nitten (Mostra d'arte giapponese riorganizzata)                  |  |  |  |
| 90.  | 1997           | 29ª Nitten                                     | Nitten (Mostra d'arte giapponese riorganizzata)                  |  |  |  |
| 91.  | 1998           | 30ª Nitten                                     | Nitten (Mostra d'arte giapponese riorganizzata)                  |  |  |  |
| 92.  | 1999           | 31ª Nitten                                     | Nitten (Mostra d'arte giapponese riorganizzata)                  |  |  |  |
| 93.  | 2000           | 32ª Nitten                                     | Nitten (Mostra d'arte giapponese riorganizzata)                  |  |  |  |
| 94.  | 2001           | 33ª Nitten                                     | Nitten (Mostra d'arte giapponese riorganizzata)                  |  |  |  |
| 95.  | 2002           | 34ª Nitten                                     | Nitten (Mostra d'arte giapponese riorganizzata)                  |  |  |  |
| 96.  | 2003           | 35ª Nitten                                     | Nitten (Mostra d'arte giapponese riorganizzata)                  |  |  |  |
| 97.  | 2004           | 36ª Nitten                                     | Nitten (Mostra d'arte giapponese riorganizzata)                  |  |  |  |
| 98.  | 2005           | 37ª Nitten                                     | Nitten (Mostra d'arte giapponese riorganizzata)                  |  |  |  |
| 99.  | 2006           | 38ª Nitten                                     | Nitten (Mostra d'arte giapponese riorganizzata)                  |  |  |  |
| 100. | 2007           | 39ª Nitten                                     | Nitten (Mostra d'arte giapponese riorganizzata)                  |  |  |  |
| 101. | 2008           | 40ª Nitten                                     | Nitten (Mostra d'arte giapponese riorganizzata)                  |  |  |  |
| 102. | 2009           | 41ª Nitten                                     | Nitten (Mostra d'arte giapponese riorganizzata)                  |  |  |  |
| 103. | 2010           | 42ª Nitten                                     | Nitten (Mostra d'arte giapponese riorganizzata)                  |  |  |  |
| 104. | 2011           | 43ª Nitten                                     | Nitten (Mostra d'arte giapponese riorganizzata)                  |  |  |  |
| 105. | 2012           | 44ª Nitten                                     | Nitten (Mostra d'arte giapponese riorganizzata)                  |  |  |  |
| 106. | 2013           | 45ª Nitten                                     | Nitten (Mostra d'arte giapponese riorganizzata)                  |  |  |  |
| 107. | 2014           | Riorganizzata la nuova prima mostra giapponese | Nuova mostra d'arte giapponese riorganizzata                     |  |  |  |
| 108. | 2015           | 2ª Mostra del Giappone riorganizzata           | Nuova mostra d'arte giapponese riorganizzata                     |  |  |  |
| 109. | 2016           | 3ª Mostra del Giappone riorganizzata           | Nuova mostra d'arte giapponese riorganizzata                     |  |  |  |
| 110. | 2017           | 4ª Mostra del Giappone riorganizzata           | Nuova mostra d'arte giapponese riorganizzata                     |  |  |  |
| 111. | 2018           | 5ª Mostra del Giappone riorganizzata           | Nuova mostra d'arte giapponese riorganizzata                     |  |  |  |
| 112. | 2019           | 6ª Mostra del Giappone riorganizzata           | Nuova mostra d'arte giapponese riorganizzata                     |  |  |  |
| 113. | 2020           | 7ª Mostra del Giappone riorganizzata           | Nuova mostra d'arte giapponese riorganizzata                     |  |  |  |
| 114. | 2021           | 8ª Nitten                                      | Nuova mostra d'arte giapponese riorganizzata                     |  |  |  |
| 115. | 2022           | 9ª Nitten                                      | Nuova mostra d'arte giapponese riorganizzata                     |  |  |  |
| 116. | 2023           | 10ª Nitten                                     | Nuova mostra d'arte giapponese riorganizzata                     |  |  |  |
| 117. | 2024           | 11ª Nitten                                     |                                                                  |  |  |  |

## Numero di opere presentate e selezionate
Ogni anno si registrano oltre 10.000 iscrizioni di partecipazione alla mostra provenienti da tutto il Giappone e delle opere presentate circa 3000 vengono selezionate ed esposte presso il National Art Center di Tokyo.
Nel 2024 il numero di opere presentate e selezionate per ogni sezione è stato il seguente:
- Prima sezione. Pittura giapponese: selezionate 159 opere su 335 presentate;[22]
- Seconda sezione. Pittura di stile occidentale: selezionate 539 opere su 1.375 presentate; [23]
- Terza sezione. Scultura: selezionate 58 opere su 83 presentate;[24]
- Quarta sezione. Artigianato: selezionate 465 opere su 592 presentate;[25]
- Quinta sezione. Calligrafia: selezionate 1114 opere su 8.662 presentate.[26]

## Premi
I premi assegnati nelle mostre Nitten sono i seguenti:
- Premio del Primo Ministro dell'Istruzione, cultura, sport, scienza e tecnologia (1956-)[28]
- Premio del Governatore di Tokyo (2016-)[29]
- Premio riservato ai membri di Nitten (1978-)[30]